# Portela (Amares)
Portela é uma povoação portuguesa do Município de Amares que foi sede da extinta Freguesia de Portela, freguesia que tinha 2,02 km² de área e 168 habitantes (2011), e, por isso, uma densidade populacional de 83,2 hab/km².
A Freguesia de Portela foi extinta (agregada) em 2013, no âmbito de uma reforma administrativa nacional, tendo sido agregada à freguesia de Torre, para formar uma nova freguesia denominada União das Freguesias de Torre e Portela.

## População
| População da freguesia de Portela (1864 – 2011) | População da freguesia de Portela (1864 – 2011) | População da freguesia de Portela (1864 – 2011) | População da freguesia de Portela (1864 – 2011) | População da freguesia de Portela (1864 – 2011) | População da freguesia de Portela (1864 – 2011) | População da freguesia de Portela (1864 – 2011) | População da freguesia de Portela (1864 – 2011) | População da freguesia de Portela (1864 – 2011) | População da freguesia de Portela (1864 – 2011) | População da freguesia de Portela (1864 – 2011) | População da freguesia de Portela (1864 – 2011) | População da freguesia de Portela (1864 – 2011) | População da freguesia de Portela (1864 – 2011) | População da freguesia de Portela (1864 – 2011) |
| ----------------------------------------------- | ----------------------------------------------- | ----------------------------------------------- | ----------------------------------------------- | ----------------------------------------------- | ----------------------------------------------- | ----------------------------------------------- | ----------------------------------------------- | ----------------------------------------------- | ----------------------------------------------- | ----------------------------------------------- | ----------------------------------------------- | ----------------------------------------------- | ----------------------------------------------- | ----------------------------------------------- |
| 1864                                            | 1878                                            | 1890                                            | 1900                                            | 1911                                            | 1920                                            | 1930                                            | 1940                                            | 1950                                            | 1960                                            | 1970                                            | 1981                                            | 1991                                            | 2001                                            | 2011                                            |
| 212                                             | 211                                             | 213                                             | 186                                             | 210                                             | 231                                             | 225                                             | 265                                             | 266                                             | 305                                             | 252                                             | 231                                             | 225                                             | 198                                             | 168                                             |

## História
Integrava o concelho de Entre Homem e Cávado, extinto em 31 de Dezembro de 1853, data em que passou para o concelho de Amares.